# Messier 61

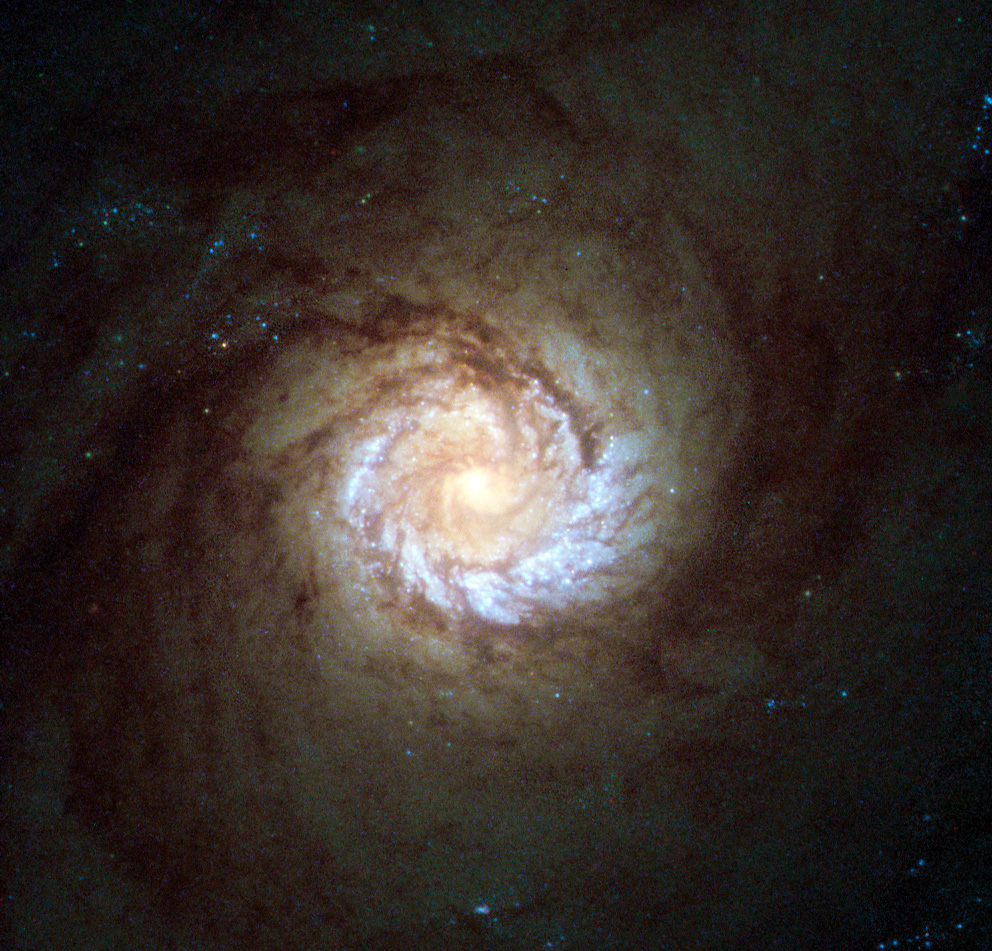
Thiên hà M61 qua kính viễn vọng không gian Hubble

Messier 61 (còn được gọi là M61 hoặc NGC 4303) là một thiên hà xoắn ốc trung gian nằm trong chòm sao Xử Nữ. Nó được nhà thiên văn học người Ý Barnaba Oriani phát hiện vào ngày 5 tháng 5 năm 1779. Sáu ngày trước Charles Messier đã quan sát thấy nó, nhưng bị nhầm lẫn rằng nó là sao chổi.

## Thuộc tính
M61 là một trong những thiên hà lớn nhất nằm trong chòm sao Xử Nữ và nằm thuộc về một nhóm nhỏ hơn được gọi là S Cloud. Nó có một hạt nhân khối lượng ước tính là 105 khối lượng mặt trời và có tuổi là 4 triệu năm tuổi.
Nó được xem là một thiên hà đặc biệt đến phi thường vì số lượng các siêu tân tinh nó chứa được quan sát là 7, bao gồm SN 1926A, SN 2014dt, SN 2008in, SN 2006ov, SN 1999gn, SN 1964F, SN 1961. Vào ngày 9 tháng 5 năm 1926, siêu tân tinh SN 1926A được phát hiện và nó là siêu tân tinh đầu tiên được phát hiện trong bảy siêu tân tinh.

## Dữ liệu hiện tại
Theo như quan sát, đây là thiên hà thuộc chòm sao Xử Nữ. Và dưới đây là một số dữ liệu khác:
Xích kinh 12h 21m 54.9s
Độ nghiêng +04° 28′ 25
Kích thước hiển thị (v)  6.5 × 5.8 arcmin
Độ lớn biểu kiến (V) 10.18
Loại thiên hà SAB(rs)bc
Vận tốc xuyên tâm (Tốc độ xuyên tâm) 1566 ± 2 km/s
Redshift 0.005224 ± 0.000007
Vận tốc Galactocentric 1483 ± 4 km/s
Khoảng cách 52.5 ± 2.3 Mly (16.10 ± 0.71 Mpc)